# Gmina Camanche

Położenie Gminy Camanche w hrabstwie Clinton

Gmina Camanche (ang. Camanche Township) – gmina w USA, w stanie Iowa, w hrabstwie Clinton. Według danych z 2000 roku gmina miała 4368 mieszkańców, a jej powierzchnia wynosi 58,61 km².